# 655

## Починали
- 1 септември – Мартин I, римски папа